# Gastón Cellerino
Gastón Cellerino est un footballeur argentin né le 26 juin 1986 à Viedma dans la Province de Río Negro. Il évolue au poste d'attaquant au Deportes Temuco.

## Biographie
Gastón Cellerino remporte le Soccer Bowl en 2015 avec les New York Cosmos. Lors de la finale, il inscrit trois buts contre le Fury d'Ottawa.

## Palmarès
- Vainqueur du Soccer Bowl en 2015